# Evig pint
Evig pint er det andet studiealbum fra den norske rockgruppe Kaizers Orchestra. Det udkom i februar 2003. Geir Zahl synger "Naade", som han også selv har skrevet.

## Spor
Di grind (Janove Ottesen)
1. Hevnervals (Ottesen)
2. Evig pint (Ottesen)
3. De involverte (Ottesen)
4. Djevelens orkester (Ottesen)
5. Container (Geir Zahl)
6. Naade (Zahl)
7. Min kvite russer (Ottesen)
8. Veterans klage (Ottesen)
9. Til depotet (Ottesen)
10. Salt & pepper (Ottesen)
11. Drøm Hardt (Requiem Part I) (Zahl)

## Eksterne links
- Tekster på Kaizers Orchestras officielle hjemmeside Arkiveret 25. april 2006 hos  Wayback Machine
- Engelsk oversættelse og tolkning af numrene Arkiveret 23. september 2006 hos  Wayback Machine